# 5649 Donnashirley
5649 Donnashirley eller 1990 WZ2 är en asteroid i huvudbältet som upptäcktes 18 november 1990 av den amerikanske astronomen Eleanor F. Helin vid Palomar-observatoriet. Den är uppkallad efter Donna Shirley.
Asteroiden har en diameter på ungefär 2 kilometer.